# NGC 4811
NGC 4811 is een balkspiraalstelsel in het sterrenbeeld Centaur. Het hemelobject werd op 8 juni 1834 ontdekt door de Britse astronoom John Herschel.

## Synoniemen
- ESO 323-47
- MCG -7-27-19
- AM 1254-413
- DCL 411
- PGC 44201